# Better Man
«Better Man» — песня американской кантри-группы Little Big Town, вышедшая 20 октября 2016 года в качестве первого сингла с их восьмого студийного альбома The Breaker (2017). Автором песни выступила Тейлор Свифт.

## История
Песня получила положительные отзывы музыкальной критики и интернет-изданий: Country Universe, Taste of Country.
«Better Man» дебютировал на позиции № 41 в американском хит-параде кантри-музыки Billboard Hot Country Songs, через неделю поднявшись на № 20. На третью неделю тираж прибавил ещё 47,000 копий и он подлнялся на № 6. 11 февраля 2016 года сингл достиг первого места в Hot Country Songs, став третьим чарттоппером для группы.
К маю 2017 года тираж составил 624,000 копий в США.

### Награды и номинации
| Год  | Ассоциация             | Категория                          | Результат |
| ---- | ---------------------- | ---------------------------------- | --------- |
| 2017 | Billboard Music Awards | Top Country Song                   | Номинация |
| 2017 | CMT Music Awards       | Group Video of the Year            | Победа    |
| 2017 | CMT Music Awards       | Video of the Year                  | Номинация |
| 2017 | CMA Awards             | Single of the Year                 | Номинация |
| 2017 | CMA Awards             | Song of the Year                   | Победа    |
| 2017 | CMA Awards             | Music Video of the Year            | Номинация |
| 2018 | Grammy Awards          | Best Country Duo/Group Performance | Победа    |
| 2018 | Grammy Awards          | Best Country Song                  | Номинация |

## Музыкальное видео
Режиссёром выступил Becky Fluke и Reid Long, а премьера состоялась 1 ноября 2016 года.

## Чарты

### Еженедельные чарты
| Чарт (2016-17)                      | Высшая позиция |
| ----------------------------------- | -------------- |
| Канада (Billboard Canadian Hot 100) | 56             |
| Канада (Billboard Country)          | 1              |
| США (Billboard Hot 100)             | 34             |
| США (Billboard Country Airplay)     | 1              |
| США (Billboard Hot Country Songs)   | 1              |

## Сертификации
| Регион | Сертификация | Продажи |
| --- | ------------ | ------- |
| Канада (Music Canada) | Золотой      | 40 000  |
| США (RIAA) | Платиновый   | 772,000 |
| * Данные о продажах приведены только на основе сертификации. ^ Данные о тиражах приведены только на основе сертификации. |              |         |

## Better Man (Taylor’s Version)
6 августа 2021 года Свифт объявила, что перезаписанная версия «Better Man» под названием «Better Man (Taylor’s Version)» будет включена в качестве 22-го трека в её второй перезаписанный альбом с таким же названием, который выйдет 19 ноября 2021 года на Republic Records.
Свифт опубликовала официальный трек-лист альбома 6 августа 2021 года. Сократив на неделю сроки, Свифт выпустила сингл 12 ноября  2021 года. Перезапись продюсировали Свифт и Аарон Десснер. Аранжировка Брюса Десснера с гавайской гитарой и London Contemporary Orchestra.

### Чарты
| Чарт (2021)                             | Высшая позиция |
| --------------------------------------- | -------------- |
| Канада (Billboard Canadian Hot 100)     | 36             |
| Мир (Billboard Global 200)              | 46             |
| Великобритания (OCC UK Audio Streaming) | 98             |
| США (Billboard Hot 100)                 | 51             |
| США (Billboard Hot Country Songs)       | 13             |